# Ante Šercer
Ante Šercer (Požega, 21. travnja 1896. – Zagreb, 25. lipnja 1968.), hrvatski liječnik otorinolaringolog, kirurg i profesor

## Životopis
Ante Šercer rođen je u Požegi 1896. Medicinu je studirao u Grazu i Pragu, a kasnije je radio na Klinici za uho, nos i grlo u Zagrebu. Godine 1930., u 34. godini života, postao je članom JAZU kao prvi liječnik koji je izabran u redovno članstvo. Od 1946. godine predstojnik je Odjela za bolesti uha, nosa i grla u zagrebačkoj Bolnici milosrdnih sestara, koji 1964. godine pretvara u sveučilišnu kliniku, osnovavši pri njoj znanstveni Institut za proučavanje i zaštitu uha i dišnih organa u Zagrebu, kao i Institut za talasoterapiju u Crikvenici.
Zaslužan je za osnutak Medicinskog fakulteta u Sarajevu 1944. godine, a prvi je od hrvatskih kliničara stekao međunarodno priznanje otkrićem nazotorakalnih refleksa, tumačenjem nastanka deformacija nosne pregrade i otoskleroze, plastičnim i rekonstruktivnim zahvatima nosa i uške.
Bio je dekan Medicinskog fakulteta u Zagrebu školske godine 1936./37. i 1943.–1945.

## Izdvojena djela
- Medicinska enciklopedija (glavni urednik)
- Otorinolaringologija

## Vanjske poveznice
- US National Library of Medicine National Institutes of Health PubMed: Orešković, M.: [Prof. Ante Sercer MD (April 12, 1896--November 25, 1968)], Lijec Vjesn. 1970;91(11):1246-7.